# تانیسر
تانیسر یا تانیشر نام شهری تاریخی در کرانهٔ رود گگر در ایالت هاریانا در شمال هند است. این شهر از لحاظ مذهبی در میان هندوان اهمیت بسیاری داشته‌است.

## نام
در آثار ادبی ایران این نام به همین صورت تانیسر آمده‌است. ریشهٔ این نام از واژهٔ سانسکریت Sthanishvara به معنای جایگاه خداوند است.

## تاریخچه
یافته‌های باستان‌شناختی سابقهٔ بودوباش در این شهر را زمانی میان پس از امپراتوری گوپتا و قبل از شاهنشاهی کوشان می‌داند. در ۴۰۲ هجری قمری سلطان محمود غزنوی آهنگ این شهر را که مقام والایی نزد هندوان داشت کرد و به خواهش چیپال فرمانروای آن منطقه برای پذیرش باج و صرف نظر کردن از تصرف آنجا وقعی ننهاد. هنگامی که او به تانیسر رسید شهر را تخلیه شده یافت. به دستور او بت بزرگ معروفی به نام جَکرَسوِم (چکرسوان) را به غزنین بردند و بسیاری از بتان را شکستند و شهر را تاراج نمودند.

## شاهد استفاده از نام تانیسر در ادبیات فارسی
فرخی سیستانی:
| بکشت مردم و بتخانه‌ها بکند و بسوخت |  | چنان‌که بتکدهٔ دارنی و تانیسر |

عنصری:
| از آنکه جایگه حج هندوان بودی |  | بهار گنگ بکند و بهار تانیسر |

قاآنی:
| نه رامپور و نه احمدنگر نه تانیسر |  | نه کانپور و نه ملتان نه دارویی نه فتن |